# Челвенка
Челвенка (Чалвенка) — река в России, протекает по Чеховскому району Московской области. Левый приток реки Лопасни.

## География
Река Челвенка берёт начало от слияния ручьев, текущих от деревень Скурыгино, Ходаево и Бол. Петровское. У Ходаево и ЧЗЭМ (Венюково) запружена, имеет глубину 3—6 метров. Общая глубина 0,5—1,5 метра. Извилистая, течение среднее 0,5—1,5 м/с. Протекает мимо нескольких населённых пунктов, в том числе города Чехова. Впадает в реку Лопасню у деревни Сергеево. Устье реки находится 83 км по левому берегу реки Лопасни. Отметка устья 152 м. Длина реки составляет 13 км, площадь водосборного бассейна — 84,2 км².
Челвенка сильно заселена, но в верховьях по берегам реки произрастают берёзово-осиновые леса, которые могут представлять интерес для туристов-грибников. Вдоль течения реки расположены следующие населённые пункты: Скурыгино, Большое Петровское, Ходаево, Якшино, Костомарово, Аксенчиково, Малое Петровское, Чехов и Сергеево.

## Данные водного реестра
По данным государственного водного реестра России относится к Окскому бассейновому округу, водохозяйственный участок реки — Ока от города Серпухов до города Кашира, речной подбассейн реки — бассейны притоков Оки до впадения Мокши. Речной бассейн реки — Ока.
Код объекта в государственном водном реестре — 09010100912110000022537.